# 滷水鵝

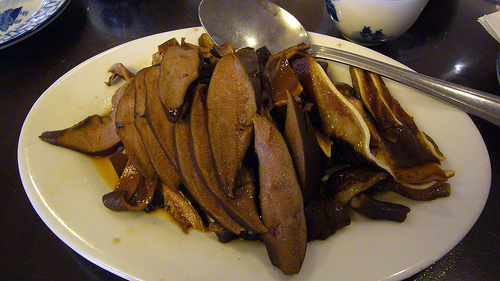
滷水鵝肝

滷水鵝、滷水鴨是一種潮汕滷製食品，也是中國廣東、香港和澳門的潮州酒樓和打冷食肆常見的小菜，用潮州鴨、普通鵝/獅頭鵝滷製。
除滷水鵝以外，用滷水煮的食品有滷水鵝掌翼和滷水鵝肝等。